# الدوري السوري الممتاز 2014
الدوري السوري 2014 هو الموسم 43 من الدوري السوري. كان عدد الأندية المشاركة فيه 18، وفاز فيه نادي الوحدة.